# Condado de Rock (Nebraska)
El condado de Rock (en inglés: Rock County), fundado en 1888, es un condado del estado estadounidense de Nebraska. En el año 2000 tenía una población de 1.756 habitantes con una densidad de población de una persona por km². La sede del condado es Bassett.

## Geografía
Según la oficina del censo el condado tiene una superficie total de 2621 km² (1012,0 mi²), de los que 2611 km² (1008,1 mi²) son tierra y 9 km² (3,5 mi²) (0,34%) son agua.

## Condados adyacentes
- Condado de Boyd - noreste
- Condado de Holt - este
- Condado de Loup - sur
- Condado de Brown - oeste
- Condado de Keya Paha - norte

## Demografía
Según el censo del 2000 la renta per cápita media de los habitantes del condado era de 25.795 dólares y el ingreso medio de una familia era de 29.917 dólares. En el año 2000 los hombres tenían unos ingresos anuales 24.167 dólares frente a los 16.490 dólares que percibían las mujeres. El ingreso por habitante era de 14.350 dólares y alrededor de un 21.80% de la población estaba bajo el umbral de pobreza nacional.

## Ciudades y pueblos
- Bassett
- Newport

## Espacios naturales protegidos
Dispone del refugio nacional de vida salvaje de John and Louise Seier y forma parte del Niobrara National Scenic River. 